# Demokratische Allianz für Niger
Die Demokratische Allianz für Niger (französisch: Alliance Démocratique pour le Niger, Kürzel: ADN-Fusaha) ist eine politische Partei in Niger.

## Geschichte
Die Demokratische Allianz für Niger entstand 2014 als Abspaltung von der Nigrischen Demokratischen Bewegung für eine Afrikanische Föderation (MODEN-FA Lumana Africa). Der Parteigründer Habi Mahamadou Salissou hatte sich zuvor mit Hama Amadou, dem Vorsitzenden des MODEN-FA Lumana Africa, überworfen. Die Gründungsversammlung der Demokratischen Allianz für Niger fand im August 2014 statt. Dabei wurde Habi Mahamadou Salissou zum Parteivorsitzenden bestimmt. Die Demokratische Allianz für Niger wurde am 3. November 2014 vom Innenministerium als Partei zugelassen.
Bei den Parlamentswahlen von 2016 gewann die Partei einen von 171 Sitzen in der Nationalversammlung. Bei den Präsidentschaftswahlen von 2016 unterstützte sie den Amtsinhaber Mahamadou Issoufou von der Nigrischen Partei für Demokratie und Sozialismus (PNDS-Tarayya).
Infolge der Parlamentswahlen von 2020 ist die Demokratische Allianz für Niger nicht mehr in der Nationalversammlung vertreten.